# Károlyi Tibor (sakkozó)

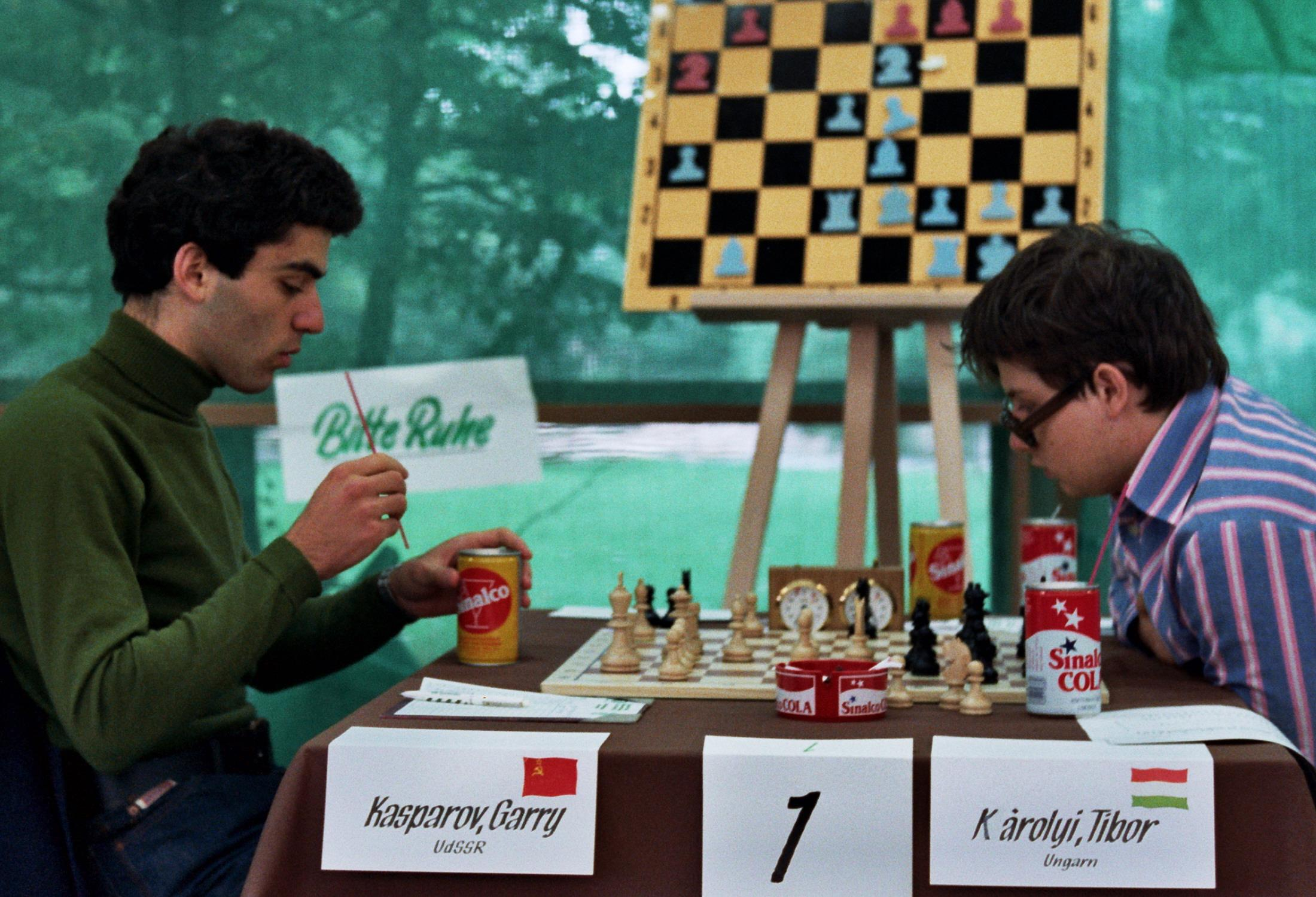
Garri Kimovics Kaszparov és Károlyi Tibor 1980-ban

Károlyi Tibor (Budapest, 1961. november 15. –) sakkozó, magyar egyéni bajnok (1984) és több bajnokcsapat tagja, nemzetközi mester, sakkedző, szakíró, elméleti szakember és nemzetközi bíró.

## Karrier
1989 óta sakkedző, több sakknagymester nevelő edzője. Edzette Lékó Péter világbajnoki döntős nagymestert 10-től 14 éves koráig (1989-1993) és állandó segítője volt 1998-2000 között. Gyimesi Zoltánnak (Európai Unió bajnoka, Magyar bajnok) 1991-től 2000-ig volt edzője. Vidéki Sándor kétszeres magyar bajnokot, Polgár Zsófia és Mádl Ildikó olimpiai bajnokokat, Jason Goh-t (Szingapúr), aki 14 évesen a 2003 évi SEA games (Délkelet-ázsiai játékok) rapid versenyén ezüstérmes lett. A nyolcvanas években Polgár Zsuzsa világ- és olimpiai bajnok edzőpartnere volt.
Számos megnyitás elméleti cikke jelent meg a New in Chess Yearbook-ban. Mint sakk könyv író vált ismertté. Az Endgame Virtuoso Anatoly Karpov című könyve (társszerző Nick Aplin) megnyerte a The Guardian az év sakk-könyve díját 2007-ben.
Legmagasabb élő pontja 2475 (1988), a Nemzetközi Sakkszövetségbeni rangsorolása 2337.

## Magánélet
Károlyi Tibor nős, három gyermek apja. Hobbija a racketlon és tenisz. Teniszben 1996-ban 35 év feletti magyar bajnokságon egyéniben ezüstérmes, 2010-ben 100 plusz páros számában ezüstérmes lett. Racketlonban 2010-ben magyar szenior bajnok és szenior csapat világbajnokság ezüstérmet szerzett.

## Művei
- Karolyi, Tibor (2004) Judit Polgar: The Princess of Chess Batsford. ISBN 0713488905
- Karolyi, Tibor; Aplin, Nick (2007) Kasparov's Fighting Chess 1993-1998. Batsford. ISBN 0713489944
- Karolyi, Tibor; Aplin, Nick (2007) Kasparov's Fighting Chess 1999-2005. Batsford. ISBN 0713489847
- Karolyi, Tibor; Aplin, Nick (2007) Endgame Virtuoso Anatoly Karpov New In Chess. ISBN 978-90-5691-202-4
- Karolyi, Tibor; Aplin, Nick (2009) Kasparov: How His Predecessors Misled Him About Chess Batsford ISBN 9781906388263
- Karolyi, Tibor; Aplin, Nick (2009) Genius in the Background Quality Chess. ISBN 978-1906552-37-4[5]
- Karolyi, Tibor: Karpov’ Strategic Wins I 2011 Quality Chess 2011. ISBN 9781906552411 (puhafedeles), ISBN 9781906552497 (keményfedeles)
- Karolyi, Tibor: Karpov’ Strategic Wins II 2011 Quality Chess 2011. ISBN 9781906552428 (puhafedeles), ISBN 9781906552732 (keményfedeles)
- Karolyi, Tibor: Mikhail Tal’s Best Games I 2014 Quality Chess 2014. ISBN 1907982779, ISBN 9781907982774
- Karolyi, Tibor: Mikhail Tal’s Best Games II 2015 Quality Chess 2015. ISBN 9781907982798
- Karolyi, Tibor: Mikhail Tal’s Best Games III 2017 Quality Chess 2017. ISBN 1907982817, ISBN 9781907982811
- Károlyi, Tibor: Legendás Sakkozóink: Portisch Lajos 2016 Chess Evolution Magyar. ISBN 9788394536244
- Karolyi, Tibor: Legendary Chess Career’s: Lajos Portisch 2015 Chess Evolution. ISBN 9788393700943
- Karolyi, Tibor: Legendary Chess Career’s: Jan Timman 2015 Chess Evolution.
- Karolyi, Tibor: Legendary Chess Career’s: Yasser Seirawan 2015 Chess Evolution. ISBN 9788394429041, ISBN 9788394429041
- Karolyi, Tibor: Legendary Chess Career’s: Eugenio Torre 2015 Chess Evolution.
- Karolyi, Tibor: Legendary Chess Career’s: Nona Gaprindashvili 2015 Chess Evolution. ISBN 9788394429072, ISBN 9788394429072
- Karolyi, Tibor: Legendary Chess Career’s: Vlastimil Hort 2015 Chess Evolution. ISBN 9788394429058, ISBN 9788394429058
- Karolyi, Tibor: Legendary Chess Career’s: Alexander Beliavsky I 2017 Chess Evolution. ISBN 6158071382, ISBN 9786158071383
- Karolyi, Tibor: Legendary Chess Career’s: Alexander Beliavsky II 2017 Chess Evolution. ISBN 6158071390, ISBN 9786158071390
- Karolyi, Tibor: Play the Semi-Tarrasch I 2018 Chess Evolution. ISBN 6155793034, ISBN 9786155793035
- Karolyi, Tibor: Play the Semi-Tarrasch II 2018 Chess Evolution. ISBN 9786155793042
- Karolyi, Tibor: Endgame Virtuoso Magnus Carlsen 2018 New in Chess. ISBN 9056917765, ISBN 9789056917760
- Karolyi, Tibor: The Exchange Queen’s Gambit Chess Evolution. ISBN 9786155793066
- Karolyi, Tibor: Play the Dutch I 2018 Chess Evolution. ISBN 6155793085, ISBN 9786155793080
- Karolyi, Tibor: Play the Dutch II 2018 Chess Evolution. ISBN 6155793093, ISBN 9786155793097
- Károlyi, Tibor; Szilágyi, Péter: Akit a sakk tett emberré. ISBN 9786155361937
- Karolyi, Tibor; Gyozalyan, Tigran: Petrosian Year by Year 2020. ISBN 5604177024, ISBN 9785604177020
- Karolyi, Tibor: Road to Reykjavik 2021 Quality Chess. ISBN 9781784831646